# Betontod
Betontod est un groupe de punk rock allemand, originaire de Rheinberg. En date, le groupe compte plus de 500 concerts, et environ cinq albums et deux albums live.

## Biographie

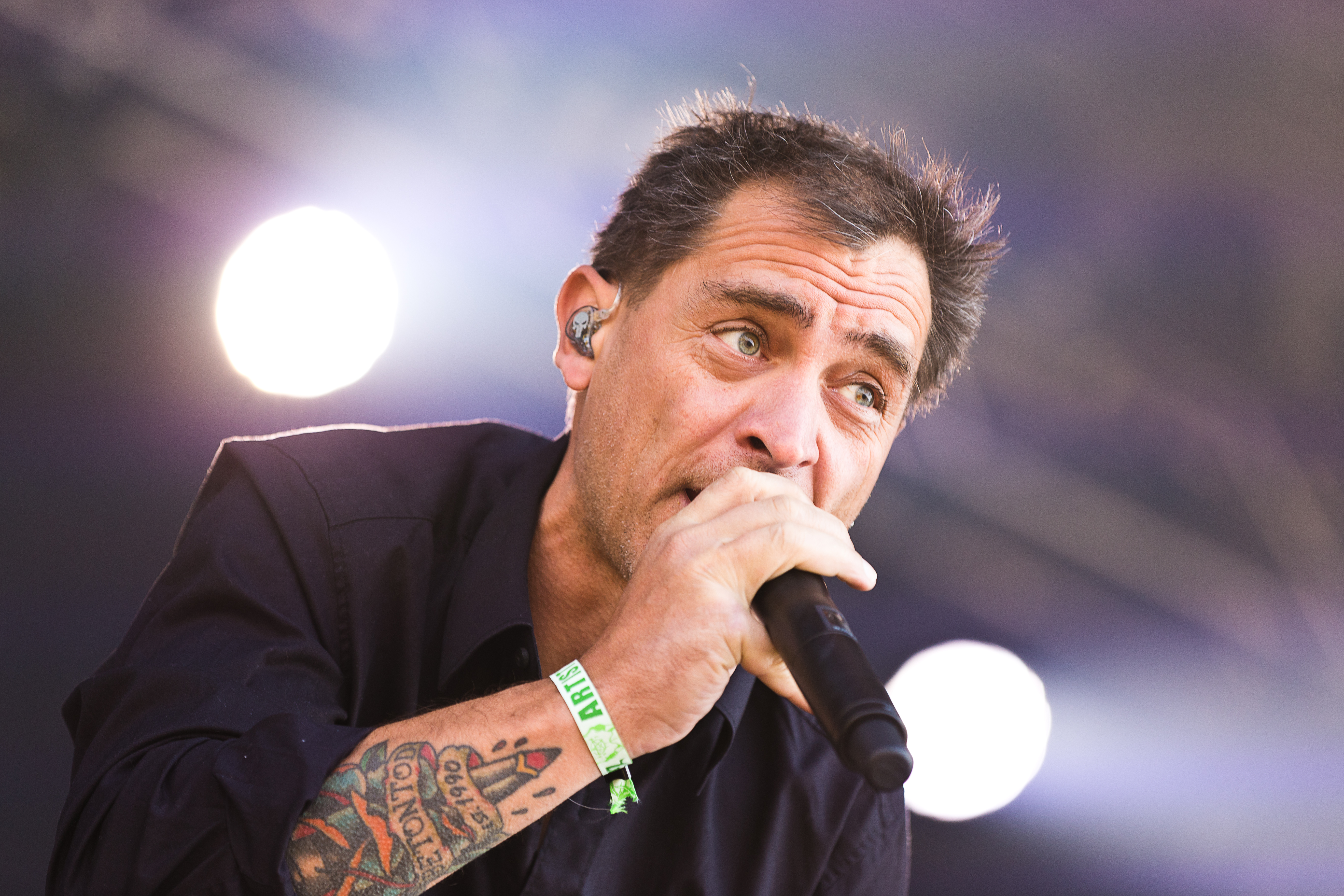
Oliver Meister au Rockharz 2015.

Le groupe est formé au début des années 1990 à Rheinberg. Au départ, ils s'appellent Extrem, puis plus tard Sniffin' Kills, avant de prendre finalement le nom de Betontod (littéralement « La Mort de béton »).
En 2010, ils signent au label indépendant Better than Hell. Ils y publient l'album GlaubeLiebeHoffnung, qui atteint pour la première fois les classements allemands. En août 2011 arrive sur le marché leur album Antirockstars, juste après la disponibilité dans les magasins de l'EP Keine Popsongs. En 2011, ils participent au festival G.O.N.D. et déclarent par ailleurs qu'ils seraient présents au Wacken Open Air. Ils jouent également au festival Punk-im-Pott, au Spirit from the Street Festival, au Ruhrpott Rodeo, et au Rock am Turm entre 2011 et 2012, et en 2012 au Rockharz Open Air et au Summer Breeze. Le 31 août 2012, Betontods publie l'album Entschuldigung für Nichts, produit par Vincent Sorg, qui comprend des éléments de ska et de heavy metal. L'album atteint le top 10.
En 2013, ils embarquent pour le Full-Metal Cruise puis au With Full Force. En octobre 2013 sort l'album live Viva Punk – Mit Vollgas durch die Hölle. Leur nouvel album, Traum von Freiheit, est publié le 27 février 2015. Le 13 janvier 2017 sort l'album Revolution.

## Membres

### Membres actuels
- Oliver Meister - chant
- Frank Vohwinkel (Eule) - guitare
- Mario Schmelz - guitare
- Adam Dera (Ado) - basse
- Maik Feldmann - batterie

### Anciens membres
- Alex - basse (1990–1991)
- Willi - basse (1991–1992)
- Chuck Shoker - guitare (1991–1992)
- Nase - claviers (1990–1995)
- Kralle - claviers (1996–2009)

## Discographie

### Albums studio
- 1999 : Hier kommt Ärger (réédité sous le titre Hier kommt Ärger Remastered en 2010 avec pistes bonus)
- 2001 : Stoppt uns wenn Ihr könnt (réédité en 2005)
- 2006 : Schwarzes Blut (édition limitée, édition standard)
- 2010 : GlaubeLiebeHoffnung (édition limitée, édition standard, picture vinyl)
- 2011 : Antirockstars
- 2012 : Entschuldigung für Nichts
- 2015 : Traum von Freiheit
- 2017 : Revolution

### Albums live
- 2004 : Live in Wien …und anderswo
- 2007 : Live in Rostock
- 201 : Viva Punk – Mit Vollgas durch die Hölle

### Démos et EP
- 1992 : Nieder mit dem Verstand (démo K7, auto-produite)
- 1992 : Mein Fahrrad (démo K7, auto-produite)
- 1995 : Die Zeit der Helden (démo K7, auto-produite)
- 2011 : Keine Popsongs (EP)

### Split
- 1997 : Scheiße (avec Machtwort)